# Martin 000-42
Martin 000-42 ist eine akustische Westerngitarre in der Triple-0- oder auch Auditorium-Bauform, die 1939 vom Hersteller Martin Guitars in Nazareth (Pennsylvania) handgefertigt wurde. Die Gitarre gilt in der 000-42-Form als sehr selten.

## Replika
1997 bestellte Eric Clapton einen Nachbau der Gitarre durch Martin Guitars, den er zunächst bei den Konzerten in der Royal Albert Hall 1993 verwendete. Auch kam diese Gitarre auf Claptons Far East Tour sowie 1998 auf der Pilgrim-Welttournee zum Einsatz. 2004 wurde dieser Nachbau für 791.500 US-Dollar bei Christie’s in New York versteigert. Sie gilt als die teuerste Akustik-Gitarre.
Nach dem weltweiten Erfolg von Unplugged widmete Martin Guitars Clapton als erstem Musiker eine Signatur-Westerngitarre.
Ein authentischer Nachbau des 1939er Modells von Martin war zeitweilig erhältlich.